# USS Cayuga (LST-1186)
El USS Cayuga (LST-1186) es un buque de desembarco de tanques de la clase Newport actualmente en servicio en la marina de guerra de Brasil como NDCC Mattoso Maia (G-28). Previamente estuvo en servicio con la Armada de los Estados Unidos de 1970 a 1994.

## Construcción
Construido en el National Steel and Shipbuilding Co. (California), fue colocada la quilla en 1968 y el casco fue botado en 1969. Fue entregado en 1970.

## Historia de servicio
Asignado a la Armada de los Estados Unidos en 1970, luchó en la guerra de Vietnam, concretamente en la contraofensiva de 1971 y el cese de fuego de 1972. Tuvo su baja en 1994. Fue transferido a la marina de guerra de Brasil en 1996, donde presta servicio como NDCC Mattoso Maia (G-28). Es la nave de operaciones del Corpo de Fuzileiros Navais.